# 문수초등학교 (울산)
문수초등학교는 대한민국 울산광역시 울주군에 있는 초등학교다.

## 학교 연혁
- 1937.07.07 청량공립심상소학교 부설 율리간이학교 설립 인가
- 1943.07.31 청량국민학교 율리분교장 설립 인가
- 1943.08.25 청량국민학교 율리분교장 1학급 개설
- 1948.08.31 청량국민학교 율리분교장에서 문수국민학교로 분리 설립 인가
- 1948.09.01 문수국민학교 개교
- 1949.07.14 제 1회 졸업 (남 34명, 여 3명 계 37명)
- 1985.03.01 문수국민학교 병설유치원 개원
- 1986.08.30 본관 8개 교실 개축 준공
- 1987.09.23 새마을 도우수학교 선정 발표회
- 1989.03.01 울주군 교육청 지정 국어과 연구학교
- 1992.02.29 문수국민학교 병설유치원 폐원
- 1994.03.31 청량초등학교 문수분교장 설립 인가
- 2007.04.06 보육시설(문수지역아동센터) 개소
- 2008.03.01 특수학급 개설(1학급), 4학급(특수반 1학급 포함) 편성
- 2009.03.01 울산광역시교육청 지정 통합교육시범학교 선정(2년간)
- 2010.03.01 5학급(특수학급 포함) 편성
- 2011.03.01 6학급(특수학급 포함) 편성
- 2012.03.01 청량초등학교 문수분교장에서 문수초등학교 본교로 개편
- 2012.03.01 제16대 이종준 교장 부임
- 2014.02.21 제66회 졸업(총 2,274명)
- 2015.02.17 제67회 졸업(총 2,283명)